# Zoltán Bakó
Zoltán Bakó, född den 11 oktober 1951 i Budapest, Ungern, är en ungersk kanotist.
Han tog OS-brons i K-2 1000 meter i samband med de olympiska kanottävlingarna 1976 i Montréal.